# Geraldine Van Bibber
Geraldine Van Bibber (* 3. Juli 1951 in Dawson, geboren als Geraldine Kelly) war von Dezember 2005 bis November 2010 Commissioner of the Yukon, einer Art Vizegouverneur für das kanadische Territorium. Sie hat Vorfahren unter den im nördlichen Yukon lebenden Gwich'in und unter Iren.
1976 bis 1990 arbeitete Van Bibber im Yukon Department of Finance, dem Finanzministerium des Territoriums Yukon. 1986 beteiligte sie sich an einem Familienunternehmen im Tourismus.
Von 2002 bis 2005 war sie Administratorin des Yukon. Bereits 1992 gehörte sie zu den Initiatoren der Yukon First Nation Tourism Association, die versucht, den Tourismus der Indianer zu fördern. Zugleich saß sie im Direktorium der Canadian Tourism Commission.
Neben zahlreichen anderen Tätigkeiten setzt sie sich für die Yukon Human Rights Commission, den Yukon Advisory Council on Women's Issues und die Potlatch Society ein. Sie sieht ihren Schwerpunkt dementsprechend bei den Menschen- und Frauenrechten sowie den kulturellen Schutzrechten der Indianer der pazifischen Küstenregion und ihrer spezifischen Bindung an den Potlatch.
Sie wurde am 1. Juni 2006 zum Commander of the Order of Saint John ernannt. Sie ist berechtigt einen Wappenmantel zu tragen, auf dem ein Wolf und zwei Karibus zu sehen sind, die eine Perlenarbeit der Gwich'in tragen. Ihr persönliches Motto Laughter Heals All findet sich ebenso wie ein Wappen mit der Sonne, symbolischen Wellen und der Pflanze des Yukon, dem Fireweed.
Am 30. November 2010 gab Van Bibber ihr Amt an Doug Phillips ab. Seit der Wahl vom 7. November 2016 sitzt sie für Porter Creek North im Parlament, 2021 wurde sie erneut gewählt.
Van Bibber ist verheiratet und hat zwei Kinder.